# Сергей Станишев
Сергей Дмитриевич Станишев е български политик, министър-председател на България от 17 август 2005 до 27 юли 2009 г. и председател на Висшия съвет на Българската социалистическа партия. На 24 ноември 2011 г. Станишев става временен председател на Партията на европейските социалисти (ПЕС), а на 29 септември 2012 г. е избран за неин председател .

## Биография

### Произход, образование и ранни години
Сергей Станишев е роден на 5 май 1966 г. в град Херсон, Украинска ССР, СССР. Син е на Димитър Станишев – по произход българин от Грамадна, Кукушко, впоследствие секретар на Централния комитет на Българската комунистическа партия, отговарящ за международните връзки на БКП, и на Дина Станишева, по-късно професор от Факултета по славянски филологии на Софийския университет. Има по-голям брат, роден през 1952 г. – архитект Георгий Станишев. Станишев (на руски: Сергей Дмитриевич Станишев) е гражданин на Съветския съюз по рождение. През 1996 г. той придобива българско гражданство, като се отказва от руското, което е придобил след разпадането на СССР.
Средното си образование завършва в 35 СОУ „Добри Войников“ в София. През 1989 г. завършва с отличие Историческия факултет на Московския държавен университет. През 1994 г. в същия университет защитава дисертация за научна степен кандидат на науките на тема „Система на служебното повишение на висшите граждански чинове в Русия и нейната еволюция във втората половина на XIX век“. През 1998 г. специализира политически науки в Московската школа за политически изследвания, а в периода 1999 – 2000 г. – по международни отношения в Лондонското училище по икономика и политически науки, където защитава научно изследване на тема „Съвременната външна политика на Русия“.
През 1994 – 1995 г. работи като журналист на свободна практика. Той е автор на над 50 публикации на външнополитическа тематика в български и чуждестранни издания. Автор на „Защото сме социалисти“.
През 1995 г. е назначен за главен експерт в отдел „Външна политика и международна дейност“ на Висшия съвет (ВС) на Българската социалистическа партия. От 1996 до 2001 г. е завеждащ отдела.

### Професионална и политическа кариера

#### Председател на БСП (2001– 2014)
През май 2000 г. е избран за член на ВС на БСП, през юни 2001 г. – за народен представител от 19-и Русенски многомандатен избирателен район (МИР), а през декември 2001 г. – за председател на ВС на БСП и на парламентарната група (ПГ) на „Коалиция за България“ (КБ). Избран е за депутат от 2-ри Бургаски МИР през юни 2005 г. Председател на ПГ на КБ в XL НС до избирането му за премиер.
Председател на ПГ на КБ в XLI и XLII НС.
През юли 2014 г. обявява, че ще напусне лидерския пост, след като го е заемал в продължение на 13 години.
Председател на БСП до 27 юли 2014, когато на този пост е избран Михаил Миков.

#### Министър-председател на България
Избран за министър-председател на Република България в правителството на Коалиция за България, НДСВ и ДПС на 16 август 2005 г. с гласовете на 168 народни представители, 67 са „против“, а нито един депутат не гласува „въздържал се“. Официално встъпва в длъжност на 17 август 2005 г.
На 1 януари 2007 г., по време на неговия мандат, Европейският съюз приема България за свой член, след като няколко предишни правителства подготвят членството на страната в тази структура. Забелязва се и значителен ръст в стандарта на живот, с почти двойно покачване на средната работна заплата в България от 354 лева (2006) до около 600 лева (2009). За същия период минималната пенсия скача от 85 на 136 лева. Тройната коалиция също така въвежда най-ниския плосък данък в ЕС – 10%, с което се стимулира бизнес-активността. Правителството на Станишев също съумява да поддържа разходите за образование около 4,3% от БВП, като нарастването им за периода 2004 – 2007 г. е от 1,65 до 2,2 милиарда лева. Науката е подпомогната чрез закупуването на суперкомпютър, който към ноември 2009 г. е 377-ият най-мощен в света и се използва за медицински изследвания, сеизмологични и строителни изчисления.
На 23 юли 2008 г., Европейската комисия спира междинните плащания по фонд „Пътища“ заради подозрения в конфликт на интереси и неспособност на властите за борба с корупцията. Опозицията начело с ДСБ, СДС и ГЕРБ стартира подписка за оставка на правителството, на която са събрани над 1 милион подписа, ала подписката е приета несериозно от министър-председателя Станишев с думите: „Здравейте, циркаджии“. Според Станишев подписката е фалшифицирана, тъй като се повтарят имена и подписи.
В края на 2008 г. и началото на 2009 страната е обхваната от масови протести, и вълнения на гражданите! На протест, излизат и учителите. Пред парламента, и в други градове на страната, се стигат до сблъсъци м-у граждани и полиция, въпреки продължаващите с месеци протести, и блокада на парламента кабинета Станишев така и не подава оставка
Непоследователното управление на кабинета на Станишев и изтичащата информация за корупция във властта водят до тежка загуба за БСП на парламентарните избори през 2009 г. и тя минава в опозиция. Министри от следващия кабинет на Бойко Борисов предават на прокуратурата редица данни за злоупотреба с държавни и европейски средства на министри от кабинета на Станишев. Част от сигналите стигат до дела в съда, но така и не са намерени достатъчно доказателства за осъдителни присъди. Въпреки тежката загуба на изборите и последвалите партийни скандали Станишев отказва да подаде оставка и остава начело на БСП.

#### Депутат в българския и Европейския парламент
След изборите през 2009 г. Станишев става депутат в XLI народно събрание.
На изборите за Европейски парламент през 2014 е избран за евродепутат и през юни 2014 напуска като депутат Народното събрание, за да заеме място в Европарламента.

#### Президент на ПЕС
Между 2002 и 2009 е член на председателството на Партията на европейските социалисти (ПЕС). След като предишният лидер Паул Нюруп Расмусен се оттегля по здравословни причини през ноември 2011, е избран за временен председател. На 29 септември 2012 г. Станишев е избран за президент на ПЕС и е преизбран на поста през 2015 г.

### Други позиции и политики
След атентата на летище Сарафово, Бургас през 2012 г. и направеното по-късно обосновано предположение от правителството за връзка на терористите с организацията Хизбула се изказва против публичното обявяване на съпричастността на групировката с атентата до безспорното установяване на случая. В същия дух се изказват и всички опозиционни сили, представени в парламента. Впоследствие становището на опозицията е отразено на сайта на организацията, като е изтъкната специално позицията на Станишев като председател на ПЕС. След цитирането му на сайта е потърсен от британската медия БиБиСи за коментар, при което той заявява, че за него е важно на първо място националната сигурност, както и „балансирана политика“ с арабския свят. Неговата и на БСП позиция, че не поддържат прибързаните изводи до окончателното приключване на разследването, е посочена за тревожна и като поддържаща и подкрепяща Хизбула от председателя на ЕНП Жозеф Дол.
В спора за или против Истанбулската конвенция (Конвенция на Съвета на Европа за превенция и борба с насилието над жени и домашното насилие) през 2018 г. Станишев е един от политиците с най-активна кампания в подкрепа на документа.

## Скандали
Неговото име, както и на приятелката му Моника Йосифова, е замесено в скандал с лобиста Хохегер в Австрия заради пари, получени за PR кампания за България при управлението на правителството на тройната коалиция (2005 – 2009). По-късно Хохегер е осъден на две години и половина затвор от районния съд във Виена.

## Семейство
На 19 май 2013 г. сключва брак с Моника Йосифова. Имат две деца.